# Франческо Мария де Медичи
Вижте пояснителната страница за други личности с името Франческо де Медичи.
Франчèско Мария де Мèдичи (на италиански: Francesco Maria de’ Medici; * 12 ноември 1660, Флоренция, Велико херцогство Тоскана; † 3 февруари 1711, Вила на Медичите „Лапенджи“, Баньо а Риполи) от династията Медичи, е флорентински благородник, губернатор на Сиена (1683 – 1711), кардинал (1686 – 1709) и меценат.
Неговото художествено и литературно меценатство е постоянно: негови протежета са художниците Пандолфо Рески и Салватор Роза, и поетите Винченцо да Филикая и Лодовико Адимари.

## Произход
Той е третият син на Фердинандо II де Медичи (* 1610, † 1670), Велик херцог на Тоскана (1621 – 1670), и на съпругата му Витория дела Ровере (* 1622, † 1694), принцеса от Херцогство Урбино. Негови дядо и баба по бащина линия са Козимо II де Медичи, велик херцог на Тоскана, и Мария Магдалена Австрийска, а по майчина – Федерико Убалдо дела Ровере, херцог на Урбино (1621 – 1623), и Клавдия де Медичи. Има двама братя и една сестра:
- Козимо (* 1639, † 1639), велик принц на Тоскана
- сестра († 1640 при раждане)
- Козимо III (*  1642, † 1723), 6-и Велик херцог на Тоскана; от 20 юни 1661 г. съпруг на Маргарита Луиза Орлеанска, дъщеря на херцог Гастон Орлеански.

## Биография

### Ранни години
Франческо Мария е роден на 12 ноември 1660 г. – 18 години след най-големия син на двойката, бъдещият велик херцог Козимо III. Тържествата за раждането на втория мъжки наследник продължават до 15 ноември, когато той е кръстен в частния параклис на Палацо Пити от епископа на Фиезоле Роберто Строци. Почти на същата възраст като племенниците си, синовете на брат му Козимо, принцовете Фердинандо, Анна Мария Луиза и Джан Гастоне, Франческо Мария споделя с тях гувернантки и учители в ранна детска възраст. Следвайки традицията в двора на Медичите, за негов учител е назначен сиенецът Филипо Панокиески, граф на Елчи.
Предопределен като по-млад принц за църковна кариера, още през 1666 г. той започва да трупа църковни пенсии и облаги, включително длъжностите на провост на Прато и на Санта Мария ин Кастело (в тази епархия), предоставена му от папа Александър VII, приор на Ордена на св. Йоан Геросолимитан в Пиза, дадена му през 1667 г. от папа Климент IX, инвеститурата на Кастелеоне и половината от Торе Мирабела заедно с абатството nullius на Сан Лоренцо ин Кампо в Херцогство Урбино, някога принадлежало на майка му, предоставена му от папа Климент X през 1670 г. и потвърдено от папа Александър VIII. Сред най-забележителните му църковни приходи са пенсията за архиепископията на Монреале (22 000 скуди), получена през 1673 г., към която през 1675 г. е добавено абатството на Сан Галгано близо до Сиена.
Междувременно Франческо Мария получава многостранно образование, което включва математически и физически науки, история, география и литература. Посланиците на Лука докладват с възхищение за жизнеността, нравите и „нежните черти“ на принца. След смъртта на неговия чичо, кардинал Леополдо, през 1675 г. Франческо Мария е в центъра на много очаквания по отношение както на неговата църковна кариера, така и на културната му политика, която е традиция на Дом Медичи. По същото време му се носи славата на любител на удоволствията, на провинцията, лова и забавленията, която споделя с племенника си, великият княз Фердинандо. През 1675 г. той е патрон на Академия дели Афинати, помещаваща се в казиното на Сан Марко, която той наследява след смъртта на чичо си. В това партньорство, насочено към представянето на музикални драми, той има функция не само на финансов патронаж, но и на артистичен, осигурявайки актьори и певци, подходящи за ролите, изисквани от композициите.

### Губернатор на Сиена
На 10 март 1683 г. е назначен от брат си Козимо III за губернатор на Сиена (1683) – позиция, която заема до смъртта си. През годините на губернаторството на Сиена Франческо Мария изгражда официални връзки и приятелства, които поддържа тук до смъртта си. Той получава много и разнообразни искания за арбитраж от сиенски граждани, които се чувстват потиснати от местните министри по наследствени въпроси, и оплаквания за случаи на по-тежки престъпления, извършени в трудни райони, като испанските гарнизони на Орбетело и Таламоне. В Сиена той също така се намесва по ендемичните проблеми на Марема, издавайки през октомври 1694 г. съобщението за план за органична рекултивация и повторно заселване, за който той предвижда данъчни облекчения и свободна търговия със зърно. Също толкова интензивни са контактите на принца със сиенските академии и колежи, по-специално с Колежа „Толомей“, ръководен от йезуитите.

### Кардинал и резиденция Лапеджи
На 2 септември 1686 г. папа Инокентий XI го прави кардинал. До назначаването на кардинал Пиетро Отобони от папа Александър VIII той е най-младият италиански кардинал. Франческо упражнява голямо влияние в конклавите от 1689 и 1700 г. Въпреки маневрите си да получава винаги нови почести и облаги (той е абат комендатор на Сан Галгано, както и принц-протектор на много древното братство на Св. Галган, на Санто Стефано в Карара, на Маршиен и на Сент Аман), той не живее в Рим, а във Вила ди Лапеджи. Кардиналът, за разлика от своя предшественик Франческо I де Медичи, взима вилата присърце и започва процес на пълното ѝ преструктуриране. Той вика придворния архитект Антонио Фери с намерението да подражава на великолепието на Вилата на Медичите в Пратолино. Кардиналът избира най-амбициозния проект на Фери, но получава цена по-малко от половината от исканата за работата (30 хил. дуката вместо 90 хил.), оправдавайки се, че за него е достатъчно вилата да издържи до края на неговия дни. Градината и паркът са живописно аранжирани на различни нива, с алеи, оградени с лаврови плетове, цитрусови дървета, фонтани, скулптури и нимфеи. Вилата е преустроена с подразделение на четири павилиона, наречени според цветовете на драпериите, които ги покриват, Жълт, Туркоазен, Червен и Зелен апартамент. Интериорът е декориран от основните художници на флорентинския Рококо период: Алесандро Герардини, Пиер Дандини и декоратора Риналдо Боти. Вилата е седалище на личния двор на кардинала, място за банкети, забавления и пищни оргии, които се вписват добре в атмосфера на упадък като през XVIII век, където кардиналът е свикнал с развлечения, неподходящи за сана му. Този начин на живот ни е предаден от поета Джован Батиста Фаджиуоли.
В Римската курия Франческо Мария заема позицията на кардинал-протектор на Короните на Дом Хабсбурги, както в Мадрид, така и във Виена, и защитата на Сервитския орден и на валомброзанците. След смъртта на краля на Испания Карлос II (1700 г.) той също става протектор на френската корона. Както е традицията на кардиналите Медичи, той е един от главните герои в конклавите, довели до избирането на папите Александър VIII (1689), Инокентий XII (1691) и Климент XI (1700), докато надвисват сложните международни политически събития, причинени от френският експанзионизъм и войната за испанското наследство. Неговата кореспонденция с резидента на Тоскана в Испания Кориолано Монтемани и с императорския пратеник Джовани Фердинандо Франческо, граф на Ауерсперг е интензивна и фокусирана върху политическата линия на Светия престол, нетърпелив да запази мира на Италия и да гарантира неутралитета на Савойците.

### Династичен брак
През 1709 г. Франческо Мария, с наднормено тегло и в лошо здраве поради ексцесиите от всякакъв вид, е въвлечен в плана на брат му за спасяване на потомците на семейството. След като получава папско освобождаване от кардиналския пост на 20 юни, 48-годишният мъж против волята си се жени за 21-годишната принцеса Елеонора Луиза Гонзага, дъщеря на Винченцо Гонзага, херцог на Гуастала. Опитът за потомство се проваля както поради първоначалната съпротива на принцесата, изпитваща отвращение към него, да консумира брака, която обаче по-късно е принудена на това с ласкателства и заплахи, така и поради лошото здравословно състояние на младоженеца, което поставя под съмнение способността му да продължи потомството.

### Смърт
Епизодът в крайна сметка смазва Франческо Мария толкова много, че той умира през февруари 1711 г. на 50-годишна възраст. Погребан е в базиликата „Сан Лоренцо“. Със завещание той оставя активите си, включително резиденцията си в Лапеджи и казиното Лилиано, на своя племенник Джан Гастоне и на Конгрегацията на бедните на Св. Йоан Кръстител с право на ползване от съпругата му Елеонора и брат му Козимо III. След смъртта му вдовицата му води нередовен живот, скитайки се из Италия и извън нея. Описанието на нейните незаконни любовни връзки с нейните слуги и на нейното майчинство на незаконни деца заема страниците на различни таблоидни брошури и докладите на английския посланик Хорас Ман.
През 1857 г., по време на първоначално изследване на телата на Медичите, е намерено тялото му: „... превърнат в кости и увит в чаршаф от черна коприна..., покрит с изгнили парцали от същия цвят, но така отпечатани, че не може да се различи формата на дрехите; обувките имаха златни катарами. Близо до краката бе поставена тръба, вътре в която вече не се съдържаше надписът, който трябваше да бъде там... също бе поставен голям сноп дантела, намерен близо до тези кости, но те бяха толкова парцаливи, че се превърнаха в прах само при докосване: които бяха преценени като църковни дрехи, които принадлежаха на починалия, докато той бе инвестиран с кардиналска длъжност, макар че не бяха част от плаща с дантели, което според хрониката на Сетимани бе поставен с тялото...“

## Меценатство
Неговото действие на художествен патронаж е постоянно, запазено преди всичко за резиденцията му във вилата в Лапеджи, украсена с картини, много от които белязани от ориенталския вкус на времето, и реновирана от 1698 г. от архитекта Антонио Фери. След смъртта на майка си Франческо Мария придобива няколко картини на Тициан, Бартоломео Лигоци, Пиетро Дандини и др. Неговото протеже е художникът Пандолфо Рески, специалист по пейзажи и битки, а също и негов камерхер. Сред редовните гости в Лапеджи е поетът Джовани Батиста Фаджуоли, който възхвалява тази луксозна резиденция. Освен във Флоренция Франческо Мария упражнява патронажа си над различни театрални асоциации в Пеша, Пистоя, Ливорно, Пиза, Сиена. Като клиент на скулптора Антонио Франческо Андреоци през 1703 г. той участва в работите по римската базилика Сан Джовани ин Латерано, насърчавана от папа Климент XI.

## Брак и потомство
∞ 29 юни 1709 г. в Гуастала с представител, 14 юли във Флоренция за принцеса Елеонора Луиза Гондзага (* 13 ноември 1686, Гуастала; † 16 март 1742, Падуа), дъщеря на Винченцо Гондзага, херцог на Гуастала, и на Мария Витория Гондзага. Бракът е бездетен.